# Sju sorters kakor

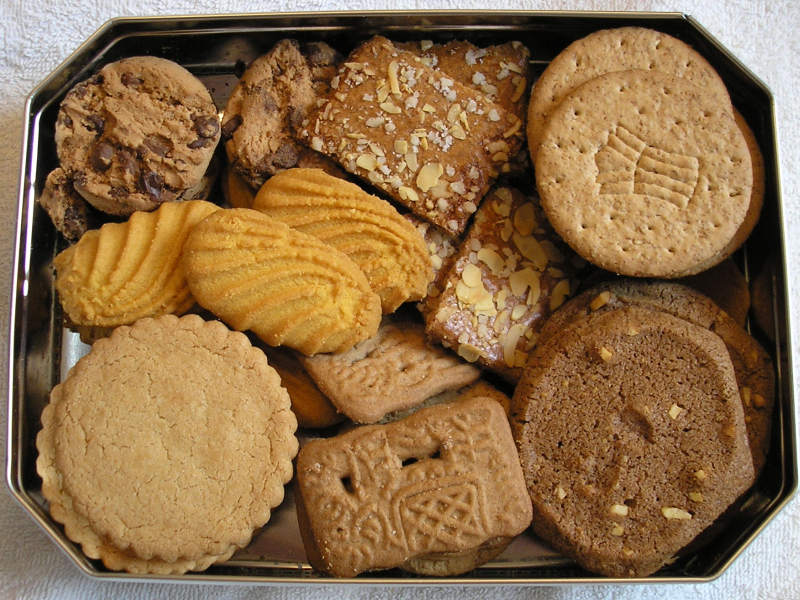
Sju sorters småkakor var åtminstone förr vanliga på kakfaten på svenska kafferep.

Sju sorters kakor är ett begrepp vid svenska kafferep, och syftar på det minsta antalet kaksorter som etiketten anses föreskriva att kakfatet ska innehålla. Seden är känd sedan slutet av 1800-talet.

## Konceptet blev bok
Konceptet med sju sorters småkakor ledde 1945 fram till skapandet av receptboken Sju sorters kakor. Där beskrevs början av 1900-talet som en tid då sju sorter var en undre gräns för vad som var lämpligt att servera. Enligt vissa var värdinnan snål om hon bakat färre än sju sorter och högfärdig om hon bakat fler än sju.

## De sju kakorna
Det finns olika förslag till vilka som "ska" vara de sju kaksorterna på ett kakfat. Här är några som ofta nämns:
- Bondkaka[3]
- Brysselkex[4][1]
- Chokladsnitt[1]
- Citronkaka[3]
- Dröm[1]
- Finska pinnar[4]
- Hallongrotta[3]
- Hjärtformad småkaka[3]
- Kanelkaka[4]
- Kardemummalöv[4]
- Kolakaka/kolasnitt[1][3]
- Mandelmussla[3]
- Mini-jitterbuggare[4]
- Nöttopp/nötkaka[3]
- Schackrutor[4][1]
- Stockholmskaka[1]
- Strassburgare[1]
- Toscapinne[4]